# Johnny A.
Johnny A., né le 14 novembre 1952 à Malden, Massachusetts, est un guitariste américain.
Il s'intéresse très tôt à la musique, il commence par la batterie à l'âge de 6 ans. À 12 ans, il découvre le groupe The Beatles et achète sa première guitare, une Lafayette Electronics.

## Discographie
- Taste • Tone • Space (Instructional guitar DVD)

### Autres contributions
- WYEP Live and Direct: Volume 4 - On Air Performances (2002) - « Tex Critter »